# Alvin Gentry
Alvin Harris Gentry (Shelby, Carolina del Norte, 5 de noviembre de 1954) es un entrenador de baloncesto estadounidense que se encuentra sin equipo. Gentry jugó al baloncesto en la Universidad de Appalachian State.

## Trayectoria como entrenador

### Primeros años
En 1989, Gentry comenzó su carrera en la NBA como técnico asistente de Larry Brown en San Antonio Spurs.
Gentry se unió a Gregg Popovich, R. C. Buford, y a Ed Manning como parte del cuerpo técnico de Larry Brown. Después de dos temporadas en San Antonio, Gentry se fue para convertirse en asistente de Los Angeles Clippers en la temporada 1990-91.
A final de la temporada 1994-95 sirvió como entrenador interino de Miami Heat, y posteriormente entrenó a Detroit Pistons y Los Angeles Clippers y Phoenix Suns.
[actualizar]

### New Orleans Pelicans
El 30 de mayo de 2015 firmó como entrenador principal de los New Orleans Pelicans, aun siendo asistente de los Golden State Warriors pero permaneció en su puesto con los Warriors hasta el final de la temporada. En las Finales de la NBA de 2015, los Warriors derrotaron a los Cleveland Cavaliers en seis partidos dando a Gentry su primer campeonato de la NBA.
Después de 5 temporadas, el 15 de agosto de 2020, tras de una no muy buena actuación en la 'burbuja de Orlando' de la temporada 2019-20, Gentry fue despedido como técnico de los Pelicans. Cosechó un récord de 175–225, siendo el segundo entrenador con más victorias en la franquicia después de Byron Scott, y el único con un balance positivo (5-4) en postemporada.

### Sacramento Kings
El 6 de octubre de 2020, Gentry firma como entrenador asistente con los Sacramento Kings al lado de Luke Walton. El 21 de noviembre de 2021, fue nombrado entrenador interino, tras la destitución de Walton. El 11 de abril es cesado de su cargo en los Kings.